# Julien de Saint Jean
Julien De Saint Jean (* um 2001) ist ein französischer Schauspieler.

## Leben und Karriere
Julien De Saint Jean war von frühester Jugend an vom Kino fasziniert. Ursprünglich interessierte er sich für das Regiefach, besann sich aber dann auf die Schauspielerei. Im Alter von 15 Jahren begann er 2016 ein Studium am Conservatoire de Lyon, das er 2019 verließ. Es folgten von 2019 bis 2021 weiterführende Studien an der Pariser Schauspielschule Ecole Supérieure d’Art Dramatique (ESAD) und danach bis 2022 an der privaten Schauspielschule Cours Florent.
Seine Schauspielkarriere begann De Saint Jean im französischen Fernsehen. Im Jahr 2021 erschien er in der vom öffentlich-rechtlichen Sender France 2 produzierten Serie Mise à nu, in der er den Part des Benji übernahm. Im Dezember desselben Jahres war er in dem Fernsehfilm Emma Bovary (2021) neben Titelheldin Camille Métayer als seelenverwandter Léon Dupuis zu sehen. Ein Jahr später folgte sein Kinodebüt mit der Nebenrolle des Thomas in Olivier Peyons Drama Hör auf zu lügen (2022).
Seine erste Kinohauptrolle erhielt er in Le Paradis (2023) von Zeno Graton. In dem Drama sind De Saint Jean und Khalil Ben Gharbia als jugendliche Gefängnisinsassen zu sehen, die sich ineinander verlieben. Die belgisch-französische Koproduktion erhielt eine Einladung in die Nebensektion Generation der Berlinale 2023. Ein Jahr später übernahm De Saint Jean an der Seite von Pierre Niney den Part des Andréa in Matthieu Delaportes und Alexandre de La Patellières Literaturverfilmung Der Graf von Monte Christo.

## Filmografie
- 2021: À propos de nous (Kurzfilm)
- 2021: Mise à nu (Fernsehserie)
- 2021: Emma Bovary (Fernsehfilm)
- 2022: Hör auf zu lügen (Arrête avec tes mensonges)
- 2023: Le Paradis
- 2023: L’écho du lac (Kurzfilm)
- 2024: Der Graf von Monte Christo (Le Comte de Monte-Cristo)
- 2025: Delicious
- 2025: Love Me Tender